# Sepsina bayonii
Sepsina bayonii — вид сцинкоподібних ящірок родини сцинкових (Scincidae). Мешкає в Демократичної Республіки Конго і Анголі

## Поширення і екологія
Sepsina bayonii мешкають на південному заході Демократичної Республіки Конго та на північному заході Анголи, зокрема в Кабінді. Вони живуть в сухих молочаєвих саванах, серед пухкого ґрунту і опалого листя, на висоті до 500 м над рівнем моря. Живородні.